# Irkabtum
Irkabtum (fl. XVII secolo a.C.) è stato il settimo sovrano di Yamhad (Aleppo), succeduto al padre Niqmi-Epuh.

## Biografia

### Regno
Irkabtum è riferito in un piccolo frammento di lettera ittita, ma è principalmente noto attraverso le tavolette di Alalakh. È coinvolto nella vendita e acquisto di città e villaggi con il suo re vassallo Ammitakum di Alalakh onde riordinare i confini tra i due regni, e fece campagna nella regione di Nashtarbi a est dell'Eufrate, contro i principi hurriti ribellatisi contro Yamhad. La campagna fu importante in quanto gli permise di scrivere dei casi legali nei loro confronti.
Irkabtum è noto anche per aver concluso un trattato di pace con il re degli Habiru da parte del regno vassallo Alalakh, indicando l'importanza del pericolo che questi guerrieri autonomi rappresentavano nella regione.

### Morte e successione
Irkabtum potrebbe essere stato il padre di Yarim-Lim III. Alla sua morte gli succedette Hammurabi II la cui filiazione è ignota. Ad Hamurrabi II gli sarebbe comunque succeduto il probabile fratello Yarim-Lim III.